# Тюркская Академия
Тюркская Академия — ранее известная как Организация тюркского мира по образованию и научному сотрудничеству или Международная Тюркская академия, является международным институтом тюркологических исследований с участием Азербайджана, Казахстана, Кыргызстана и Турции. Венгрия и Узбекистан имеют статус наблюдателей.

## История
3 октября 2009 года в Нахичеване (Азербайджан) состоялся IX Съезд президентов тюркоязычных государств. На саммите президент Казахстана Нурсултан Назарбаев предложил создать международный исследовательский центр, которому будет поручено проводить исследования тюркского мира. 28 мая 2010 года в Астане, столице Казахстана, была создана Тюркская академия. В церемонии открытия исследовательского центра приняли участие президент Казахстана Нурсултан Назарбаев, президент Турции Абдулла Гюль, а также эксперты-тюркологи из США, Азербайджана, России (Татарстан, Башкортостан, Чувашия, Якутия), Узбекистана, Кыргызстана и Украины.
II заседание Совета сотрудничества тюркоязычных государств состоялось в Бишкеке, столице Кыргызстана, 22-23 августа 2012 года. На саммите президент Казахстана Нурсултан Назарбаев, президент Турецкой Республики Абдулла Гюль, президент Кыргызстана Алмазбек Атамбаев и Премьер-министр Азербайджанской Республики Артур Расизаде подписали соглашение о предоставлении международного статуса Тюркской академии.
После завершения процедур утверждения Тюркская академия, действующая при Министерстве образования и науки Республики Казахстан в Астане с 2010 года, 28 августа 2014 года получила международный статус. Таким образом, исследовательский центр, созданный четырьмя тюркоязычными государствами, продолжил свою работу под названием «Международная Тюркская Академия».

## Цель
Стать уникальным центром, который координирует академические исследования тюркского мира, проводя исследования языка, литературы, культуры и истории тюркских народов с древних времен до наших дней, а также определяя вклад турецкой цивилизации в человеческую цивилизацию. Оказывать помощь научным учреждениям тюркских народов в науке и образовании, поддерживать тюркоязычные страны и регулярно объединять их.

## Международное сотрудничество
Тюркская академия подписала около 40 меморандумов с научно-исследовательскими институтами и тюркологическими центрами. В список вошли Венгерская национальная академия наук и ее исследовательские центры, Национальная академия наук Кыргызской Республики, Национальная академия наук Азербайджана, Монгольская академия наук и ее научно-исследовательские институты, а также исследовательские центры Российской академии наук.
Кроме того, Академия имеет тесные связи с ведущими университетами Южной Кореи, США и Турции. Ряд необычных проектов реализуется с участием почти 100 иностранных тюркологов-академиков. Международная Тюркская академия установила партнерские отношения с Организацией тюркских государств, Исследовательским центром исламской истории, искусства и культуры.

## Административная структура

### Ученый совет
Ученый совет является высшим органом Тюркской академии. Учреждением управляет Академический совет. В совет входят президент Тюркской академии, вице-президенты и представители каждого государства-члена.

### Президенты
Президент избирается из числа граждан государств-членов сроком на четыре года. Они могут баллотироваться на пост и быть переизбраны. Первый президент Турецкой академии проф. Доктор Дархан Кыдирали.
Сейчас президентом Тюркской академии является доктор исторических наук, профессор Шахин Мустафаев.

### Исследовательские центры
В рамках Тюркской академии созданы пять исследовательских центров:
- Центр истории и этнологии
- Центр языка, литературы и терминологии
- Центр искусства и культуры
- Центр социально-экономических исследований
- Центр международных исследований

Эти центры привержены работе с жизненно важными социальными вопросами, культурой, историей, экономикой и интеграцией тюркского мира.

### Публикации
В Тюркской академии работают академики из стран-учредителей из всего тюркского мира. Академия выполнила ряд уникальных международных проектов. За четыре года опубликовано более 50 книг. Они охватывают широкий спектр тем, включая историю Турции, культуру, искусство и будущее тюркский народов. Академия также издает два журнала «Алтайские исследования и тюркология», в которых дается научный анализ по тюркологии и алтаистической тематике, и научно-аналитический журнал «ГЛОБАЛ Тюрк» со статьями на четырех языках (казахском, русском, английском, турецком). Академия выпускает словари тюркских языков, постоянно организовывает различные международные конференции, форумы, встречи и семинары, посвященные истории, культуре и выдающимся деятелям тюркского мира.

## Библиотека
Турецкая библиотека действует в рамках Тюркской академии. Библиотека, созданная на основе личных библиотек известных тюркологов, насчитывает более 30 тысяч книг. В эту библиотеку также были переданы личные библиотеки широко известных тюркологов. В библиотеке также есть необычные книги и рукописи. Для каждой тюркской нации есть отдельные книжные полки. Например, можно найти книги о турках-казахах, азербайджанцах, узбеках, туркменах, башкирах, татарах, а также карачаевских, чувашских, каракалпакских, ногайских турках и т. д. Библиотека Тюркской академии находится в процессе создания электронной базы данных.

## Музей
В музее Тюркской академии можно увидеть ценные произведения, созданные турецким народом в разные периоды развития. Продолжается работа по сбору и систематизации материального и духовного наследия тюркских народов.